# Hyalobagrus leiacanthus
Hyalobagrus leiacanthus es una especie de peces de la familia Bagridae en el orden de los Siluriformes.

## Morfología
• Los machos pueden llegar alcanzar los 3,7 cm de longitud total.
- Número de  vértebras: 36-38.[1][2]

## Hábitat
Es un pez de agua dulce y de clima tropical.

## Distribución geográfica
Se encuentran en Asia:  cuencas de los ríos  Kapuas y  Barita (Borneo central, Indonesia).